# Богомолець Катерина Олегівна
Катерина Олегівна Богомолець (2 березня 1939 — 20 лютого 2013) — українська лікарка, професор кафедри патологічної анатомії Київського медичного інституту їм. О. О. Богомольця.

## Життєпис
Народилася 2 березня 1939 року в Києві. У 1962 р. закінчила лікувальний факультет Київського медичного інституту ім. О. О. Богомольця. Під час навчання на старших курсах підробляла санітаркою на Київській станції швидкої допомоги. По закінченню інституту працювала в клініці доктора Миколая Амосова анестезіологом.
За спогадами колег, у юності Катерина Богомолець захоплювалася спортом, керувала моторним човном, на початку 1960-х років їздила вулицями Києва на моторолері ČZ (у певному сенсі її можна назвати першою відомою жінкою-байкером в Україні).
З 1963 по 1966 рр. — лікар-анестезіолог Київського науково-дослідного інституту туберкульозу та грудної хірургії ім. Ф. Яновського.
1966—1969 рр. — навчання в аспірантурі Київського науково-дослідного інститут ендокринології та обміну речовин. Кандидатську дисертацію захистила в 1970 році.
1969—1973 рр. — молодший науковий співробітник відділу морфології та гістохімії Київського науково-дослідного інститут ендокринології та обміну речовин.
З 1973 по 2013 рр. працювала і викладала на кафедрі патологічної анатомії Київського медичного інституту ім. О. О. Богомольця:
- 1973—1979 рр. — асистент. Працювала під керівництвом професора Олександри Кисельової — учениці професора Євгена Чайки, котрий разом з Олександром Богомольцем і Миколою Стражеско вивчав властивості сполучної тканини людського організму.
1979—2001 рр. — доцент, з 2001 р. — професор.
Катерина Богомолець вела активну викладацьку діяльність як у медичному інституті, так і на щорічних Всеукраїнських курсах підвищення кваліфікації дитячих патологоанатомів. За спогадами її колишніх студентів, вона могла викладати складні матеріали простою і зрозумілою мовою. Окрім викладання теорії, Катерина Богомолець приділяла уваги формуванню у студентів практичних навичок з діагностування різних форм патології.
Була відома нетерпимістю до прохань високопоставлених батьків «звернути увагу» під час сесійних екзаменів на їхніх нащадків.

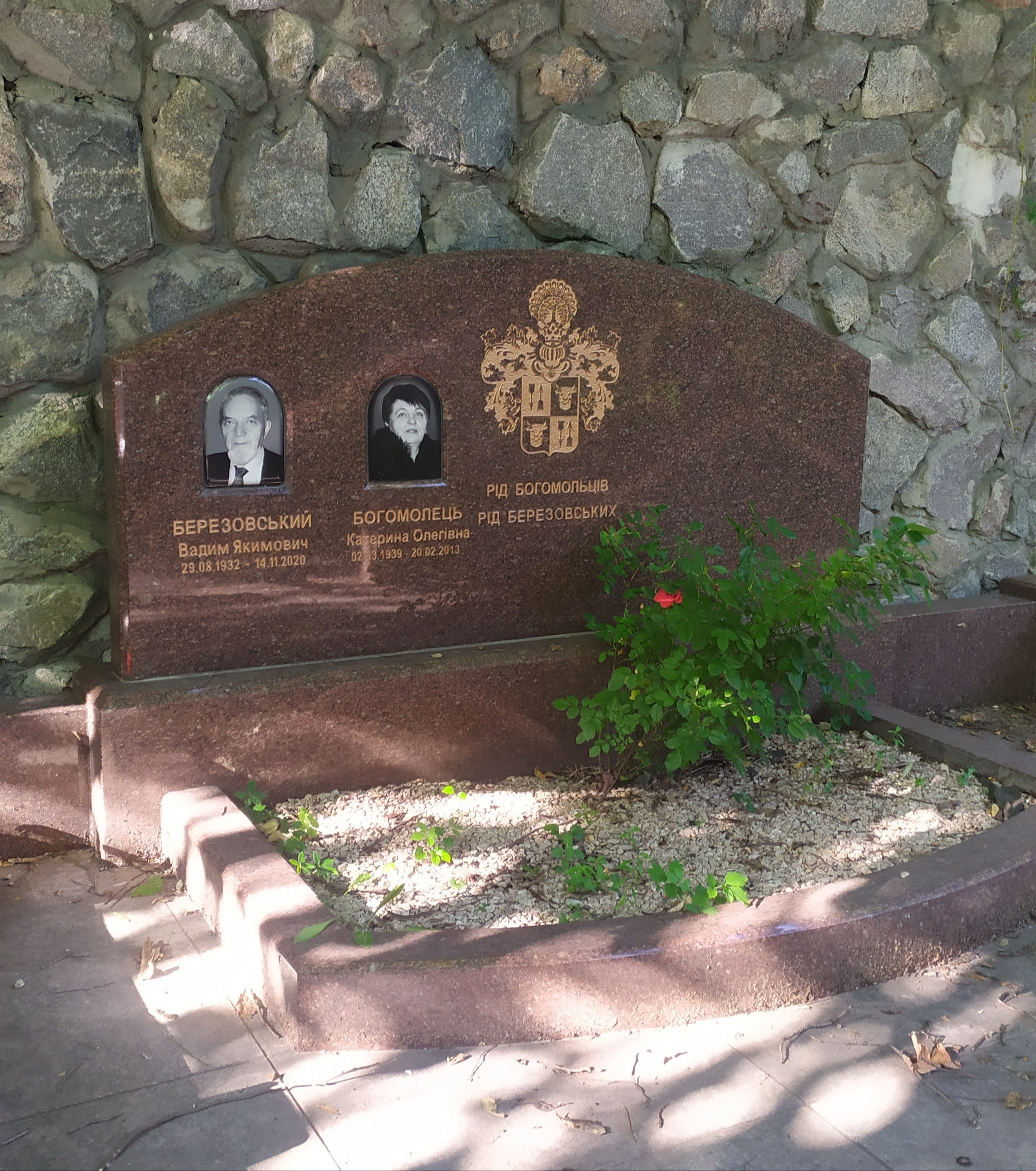
Могила Катерини Богомолець та Вадима Березовського, Байкове кладовище

В останні роки життя писала методичні рекомендації, розділи до підручників, консультувала лікарів. Багато часу приділяла вихованню онуків — Андрія, Катерини, Анни і Софії Богомольців.
Померла від онкологічного захворювання 20 лютого 2013 року. Похована на Байковому кладовищі разом із чоловіком (ділянка № 6, 50°25′5.90″ пн. ш. 30°30′38.20″ сх. д. / 50.4183056° пн. ш. 30.5106111° сх. д.).

### Родина
Онука президента Академії наук УРСР Олександра Богомольця.
Батько — Олег Олександрович Богомолець (1911—1991), доктор медичних наук, член-кореспондент АН УРСР.
Мати — Зоя В'ячеславівна Богомолець (Снєжкова) (1912—2000), науковий співробітник Інституту органічної хімії АН УРСР, ведуча науково-популярних радіопрограм.
Сестра  — Олександра Олегівна Богомолець (нар. 1958) — дитячий реаніматолог вищої категорії, лікар обох Майданів, громадська діячка, з початку війни Росії проти України — військовий лікар-волонтер.
Мати лікарки і громадської діячки Ольги Богомолець.
Чоловік — Вадим Акимович Березовський (1932—2020) — доктор медичних наук, професор, завідувач відділом клінічної патофізіології Інституту фізіології ім. О. О. Богомольця.